# Ay Qap
Ay Qap (آی قاپ ; Айқап en su escritura actual) fue un periódico kazajo de opinión y debate, publicado en la ciudad de Troitsk desde enero de 1911 hasta septiembre de 1915 bajo la dirección de Muxametžan Seralin. Fue desarrollado por nacionalistas y reformistas reconocidos, así como por pensadores progresistas, estudiantes, profesores y escritores como Axmet Baytursunov, Älixan Bökeyxanov, Mirjaqip Dulatuli, Mäšhür Žüsip Köpeev, Maġžan Žumabaev, Beyimbet Maylin y otros muchos. Sus artículos principalmente hacían referencia a cuestiones relacionadas con la modernización de la sociedad kazaja, los políticos rusos, la redistribución de la tierra y reforma agraria y los aspectos educativos. También es reseñable la parte que estaba dedicada a la literatura y lengua kazajas. Junto con Qazaq (publicada entre 1913 y 1918), Ay Qap jugó un papel importante en el desarrollo intelectual y político durante los primeros años del siglo XX en la cultura kazaja.
Se trataba de una revista independiente y se mantenía exclusivamente a base de sus ventas y suscripciones (en 1912, una tirada vendió aproximadamente 1000 ejemplares). Publicado en un primer momento de forma mensual, pasó a una publicación quincenal durante los años 1913 y 1914, se publicaron 88 números (doce en 1911, veinticuatro en 1912, veinticuatro en 1913 y 1914, catorce en 1915). La publicación fue cancelada debido a problemas financieros y a presión política. 
La publicación se editó en escritura árabe. El lenguaje usado en la publicación muestra características en común a la lengua literaria en uso en ese momento entre los intelectuales de Asia Central y del Volga mezclado con elementos más típicamente kazajos.
Los artículos originales de la publicación han sido recientemente reeditados en escritura cirílica (con la consecuente adaptación al idioma kazajo moderno) con un índice temático y una introducción general (Субханбердина ж. б., 1995)[cita requerida].